# Oekraïens honkbalteam

De Oekraïense vlag.

Het Oekraïens honkbalteam is het nationale honkbalteam van Oekraïne. Het team vertegenwoordigt Oekraïne tijdens internationale wedstrijden.
Het Oekraïens honkbalteam sloot zich in 1992 aan bij de Europese Honkbalfederatie (CEB), de continentale bond voor Europa van de IBAF.

## Kampioenschappen

### Europees kampioenschap
Oekraïne nam in totaal acht keer deel aan het Europees kampioenschap honkbal. De hoogste klassering is de negende plaats in 1995 en 2007.
| Editie    | 1995 | 1997 | 2001 | 2005 | 2007 | 2010 | 2021 | 2023 |
| Prestatie | 9e   | 11e  | 11e  | 10e  | 9e   | 11e  | 13e  | 14e  |